# Половцов, Александр Александрович
Алекса́ндр Алекса́ндрович Половцо́в (Половцев; 31 мая [12 июня] 1832, Санкт-Петербург — 24 сентября [7 октября] 1909, Рапти) — русский промышленник, государственный и общественный деятель; сенатор (1873), государственный секретарь (1883—1892), действительный тайный советник (1885). Автор обстоятельного дневника, освещающего события общественной и государственной жизни эпох царствования Александра II, Александра III и Николая II.
Также известен как меценат. Был одним из основателей, секретарём и председателем Русского исторического общества. За счёт личных средств Половцова с 1896 года издавался «Русский биографический словарь».

## Биография
Александр Половцов происходил из русского дворянского рода, известного с середины XVII века: отец — действительный статский советник Александр Андреевич Половцов; мать — Аграфена Фёдоровна, урождённая Татищева. Двоюродный брат историка С. С. Татищева.
Родился 31 мая (12 июня) 1832 года в Санкт-Петербурге, крещён 12 июня 1832 года в церкви Инженерного замка.
Учился в пансионе Ридигера, затем с отличием окончил Императорское училище правоведения в Петербурге. С 1851 года определён на службу в 1-й департамент Сената в чине титулярного советника (исполнял должность секретаря в канцелярии Общего собрания 1-го, 3-го и Герольдии департаментов). С 1863 года состоял за обер-прокурорским столом во 2-м департаменте Сената, а в 1867 году назначен обер-прокурором 1-го департамента. С 1865 года — действительный статский советник. Входил в состав Комиссии при Министерстве финансов по пересмотру системы податей и сборов (1865).
По своему рождению Половцов не принадлежал к высшей аристократии. По словам С. Ю. Витте, «ему предстояла жизнь маленького, бедного чиновника». Тогда он начал настойчиво ухаживать за Надеждой Михайловной, приёмной дочерью барона Александра Штиглица, едва ли не самого богатого в то время банкира. После смерти барона Штиглица, родных детей не имевшего, Надежда (уже будучи супругой Половцова) унаследовала колоссальное состояние. Александр Александрович в одночасье приковал к себе внимание всего Петербурга.

О том, как велико было это состояние, можно судить из следующего: кроме различных недвижимостей, Штиглиц оставил после себя наследство в 50 миллионов рублей различными государственными бумагами. Но Половцев умудрился сделать так, что когда он в умер, то наследникам его осталось самое ограниченное состояние, то есть состояние в несколько миллионов рублей, скажем — в 3-4 миллиона. Всё время он занимался различными аферами: продавал, покупал, спекулировал и доспекулировался до того, что почти всё состояние своей жены проспекулировал.— граф С. Ю. Витте
Александр Половцов был одним из основателей Императорского Русского исторического общества, в 1866—1879 годы — его секретарём, а с 1879-го и до конца жизни — председателем. Выступал редактором для 120 томов «Сборника» общества. Был инициатором и главным редактором многотомного издания Русского биографического словаря.
С 1873 года — тайный советник. В 1873 году назначен сенатором; присутствовал в 4-м, а затем в 1-м департаменте Сената. В 1880 году проводил ревизию в Киевской и Черниговской губерниях, вскрыл ряд злоупотреблений местной администрации.
В январе 1883 года пожалован в статс-секретари к Александру III, назначен государственным секретарём и членом Комитета финансов. В 1885 году произведён в действительные тайные советники. Привлекался к работе в различных совещаниях и комиссиях.
В июне 1892 года оставил должность Государственного секретаря, назначен членом Государственного совета. С 1901 по 1905 годы заседал в Департаменте законов; с 1905 года входил в число присутствующих членов Госсовета; участвовал в совещаниях по разработке учреждения Государственной думы и реорганизации Государственного совета в Верхнюю палату (1905—1906).
Наряду с государственной службой Александр Александрович широко занимался и промышленно-финансовой деятельностью. В 1883 году он приобрёл на имя жены Богословский горный округ в Верхотурском уезде Пермской губернии. Там в 1894 году был построен крупнейший на Урале металлургический завод, названный Надеждинским в честь его жены. Этот завод послужил основанию города Надеждинска — в настоящее время город Серов Свердловской области. В 1895 году создаётся Богословское акционерное общество. Кроме того, Половцовы были наиболее крупными акционерами Невской бумагопрядильной мануфактуры, Невской ниточной мануфактуры в Петербурге и Кренгольмской мануфактуры бумажных изделий в Нарве. Им принадлежал ряд винокуренных и мукомольных производств в Тамбовской и Воронежской губерниях.
Большие средства тратились Половцовым на благотворительные и образовательные цели, в том числе на поддержание Центрального училища технического рисования барона Штиглица. В 1891—1909 годах был председателем Совета училища, приобретал на собственные средства произведения искусства, редкие книги и гравюры для музея и библиотеки. Выполняя завещание А. Л. Штиглица, довёл до конца обустройство Училища технического рисования. Думая о будущем России и, вероятно, осмысливая жизнь Штиглица, Половцев как-то записал в своем дневнике:
Россия будет счастливой, когда купцы будут жертвовать деньги на ученье и учебные цели без надежды получить медаль на шею.
Умер 24 сентября (7 октября) 1909 года в собственном имении Рапти Лужского уезда Петербургской губернии. Похоронен в семейном склепе Троицкой (Штиглицкой) церкви, расположенной в Ивангороде, рядом со своей супругой и четой Штиглиц.

## Почести

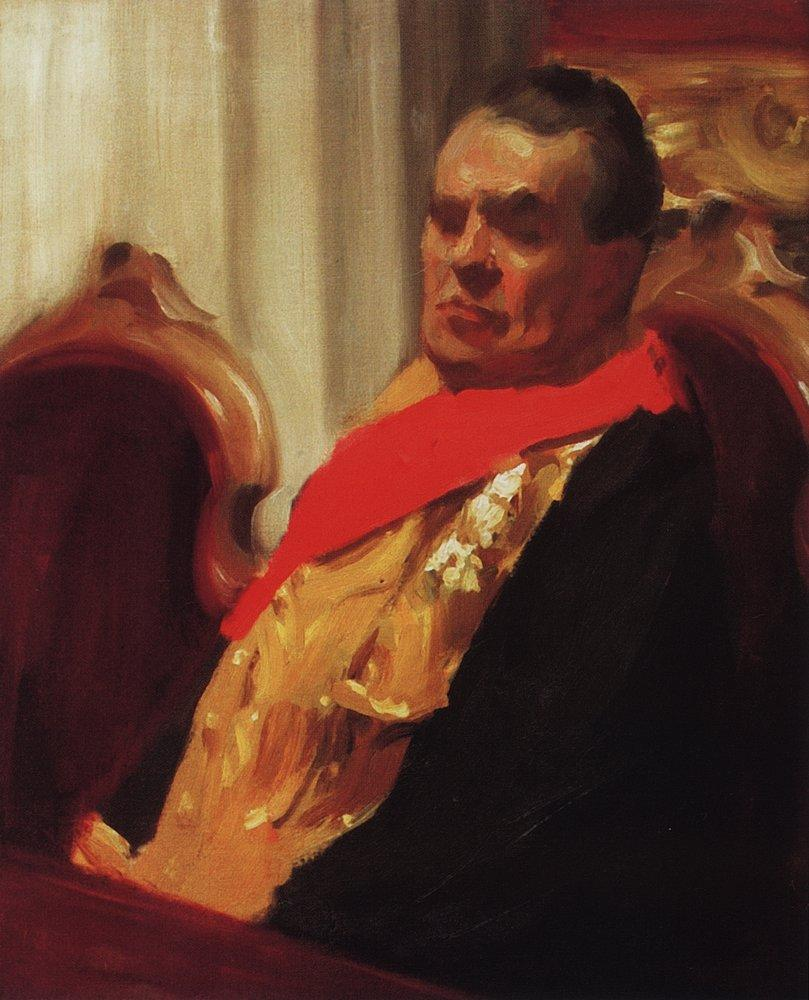
На портретном этюде Б. Кустодиева к картине «Торжественное заседание Государственного совета» (1902—1903)

- За многолетнюю деятельность удостоен высших российских орденов до Св. Владимира I-й степени (1896) включительно.
- Почётный член Императорской Академии художеств с 1869 года.
- В декабре 1884 года избран почётным членом Петербургской академии наук[4].
- В мае 1891 года избран членом-корреспондентом Французской академии наук.
- В посёлке имени Дзержинского (бывш. Рапти) установлена мемориальная доска.

## Награды
- Орден Святого Станислава 2-й степени с императорской короной (12 января 1862)
- Орден Святого Владимира 3-й степени (5 октября 1867)
- Орден Святого Станислава 1-й степени (30 октября 1869)
- Орден Святой Анны 1-й степени (17 декабря 1872)
- Орден Святого Владимира 2-й степени (1 января 1878)
- Орден Белого орла (1 января 1883)
- Орден Святого Александра Невского (6 июня 1887)
- Бриллиантовые знаки к ордену Святого Александра Невского (1 января 1891)
- Высочайший рескрипт (7 июля 1892)
- Орден Святого Владимира 1-й степени (14 мая 1896)
- Высочайший рескрипт (14 мая 1901)

Иностранные:
- Бельгийский орден Леопольда I 2-й степени со звездой (1870)

## Семья
В 1861 году женился на Надежде Михайловне Ию́невой (1843—1908) — внебрачной дочери великого князя Михаила Павловича и воспитаннице барона A. Л. Штиглица. После смерти барона А. Л. Штиглица в 1884 году Н. М. Половцова унаследовала значительную часть его огромного состояния. Дети:
- Анна (1862—1917), жена князя Александра Дмитриевича Оболенского;
- Надежда (1865—1920), жена графа Алексея Александровича Бобринского;
- Александр (1867—1944), дипломат, востоковед, генеральный консул в Бомбее, во время Февральской революции 1917 года — и. о. товарища министра иностранных дел.
- Пётр (1874—1964), генерал-лейтенант, востоковед; был женат на Елене Владимировне Охотниковой (1888—1975).

## Дома и имения

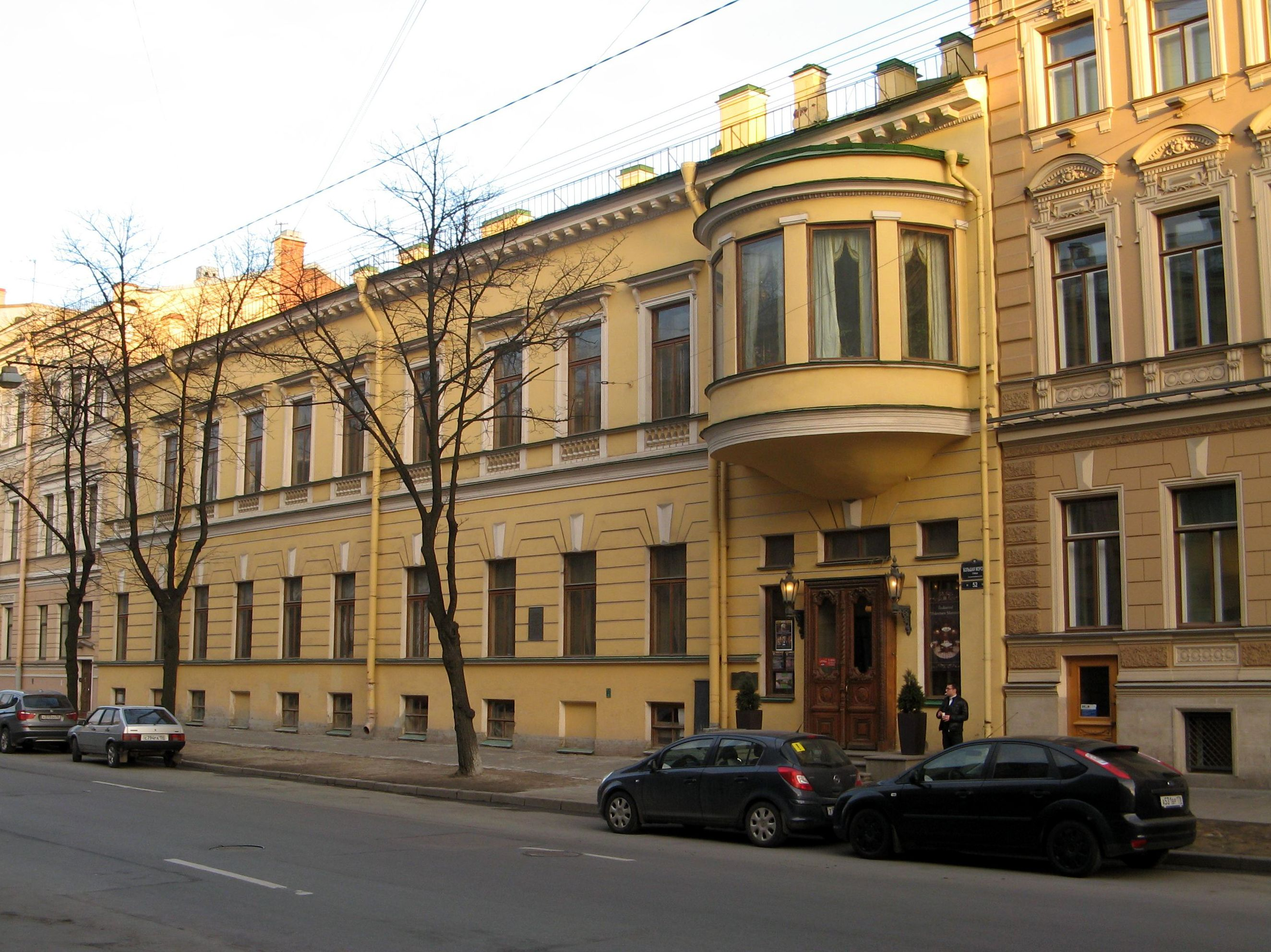
Дом Половцова на Большой Морской был известен хорошей подборкой картин «старых мастеров» (например, «Хозяйка и служанка» Вермеера).

- Дом № 52 по Большой Морской улице, ныне — Дом архитекторов[6].
- Дача на Каменном острове.
- Имение «Рапти» в Лужском уезде Санкт-Петербургской губернии